# حجي علييف
حجي علييف (بالأذرية: Hacı Əliyev)‏ هو مصارع رياضي أذربيجاني، ولد في 21 أبريل 1991 في نخجوان في أذربيجان.

## وصلات خارجية
- حجي علييف على موقع قاعدة بيانات المصارعة الدولية (الإنجليزية)
- حجي علييف على موقع اللجنة الأولمبية الدولية (الإنجليزية)
- حجي علييف على موقع أوليمبيديا (الإنجليزية)
- حجي علييف على موقع اللجنة الأولمبية الأذربيجانية (الأذربيجانية)